# خواجه‌ای (مرودشت)
 خواجه روستایی از توابع بخش کامفیروز شهرستان مرودشت در استان فارس ایران است.

## جمعیت
این روستا در کامفیروز قرار دارد و براساس سرشماری مرکز آمار ایران در سال ۱۳۸۵، جمعیت آن ۷۵۵ نفر (۱۵۲خانوار) بوده‌است.